# Saint-Antoine-d'Auberoche
Saint-Antoine-d'Auberoche là một xã của Pháp, nằm ở tỉnh Dordogne trong vùng Aquitaine của Pháp.

## Hành chính
| Danh sách các xã trưởng                |                  |                  |      |                      |
| Giai đoạn                              | Giai đoạn        | Tên              | Đảng | Tư cách              |
| 2000                                   | tháng 3 năm 2008 | Pascal Cauchois  | -    | -                    |
| tháng 3 năm 2008                       | đương nhiệm      | Stéphane Mottier |      | quản lý khu cắm trại |
| Tất cả các dữ liệu trước đây không rõ. |                  |                  |      |                      |

## Thông tin nhân khẩu
| Năm | 1962 | 1968 | 1975 | 1982 | 1990 | 1999 |
| --- | ---- | ---- | ---- | ---- | ---- | ---- |
| Dân số | 109  | 105  | 107  | 126  | 115  | 146  |
| From the year 1962 on: No double counting—residents of multiple communes (e.g. students and military personnel) are counted only once. |      |      |      |      |      |      |